# Noyers-Missy
Noyers-Missy è un ex comune francese, già accorpamento al 1º gennaio 2016 degli ex comuni di Missy e Noyers-Bocage, accorpato a sua volta il 1º gennaio 2017 con Le Locheur e Tournay-sur-Odon, formando il nuovo comune di Val d'Arry.